# Oxacis pallida
Oxacis pallida es una especie de coleóptero de la familia Oedemeridae.
Mide de 5 a 12 mm. Es de color variable, desde pálido a negro.

## Distribución geográfica
Habita en Estados Unidos.